# Ronald Ross
Sir Ronald Ross, FRS, angleški zdravnik, * 13. maj, 1857, Almora, Indija, † 16. september, 1932, London, Anglija.
Ross se je rodil v angleško-indijski družini in je prvič videl Anglijo pri osmih letih. Izobraževal se je Angliji in diplomiral na medicinski fakulteti leta 1879. Kljub temu pa je leta 1881 vstopil v Indijsko zdravstveno službo ter se vrnil v Indijo. Tam se je poleg tega, da je pisal romane, igre in pesmi, začel zanimati za malarijo ter za domnevo, da so morda pri prenašanju te bolezni pomembni komarji. Čeprav je vojaški urad temu nasprotoval, je začel zbirati, hraniti in secirati komarje.
Nazadnje je leta 1897 našel Laveranov parazit malarije, plazmodij, v  komarju mrzličarju. Rossovo odkritje je pomenilo, da je najbolj razumna pot za iztrebitev malarije ta, da začno načrtno uničevati gnezdišča komarjev. Ukrepi, ki so sledili, so bilo od tako majhnih, kot je razpenjanje mreže zoper komarjev, do tako velikih, kot je izsuševanje močvirij. Rossu so leta 1902 podelili Nobelovo nagrado za fiziologijo ali medicino, viteški naslov pa je dobil leta 1911.
V Indiji ga še vedno spoštujejo zaradi njegovega prispevka k raziskovanju malarije: med drugim so mnoge ceste v mestih poimenovane po njem.